# Duna Médiaszolgáltató
Duna Médiaszolgáltató, właściwie Duna Médiaszolgáltató Zártkörűen Működő Nonprofit Részvénytársaság (skrótowo Duna Média, Duna) – węgierski publiczny nadawca radiowo-telewizyjny powstały 1 lipca 2015 w wyniku połączenia czterech podmiotów: Magyar Televízió, Duna Televízió, Magyar Rádió i Magyar Távirati Iroda. Jego działalność obejmuje usługi radia, telewizji, agencje informacyjne i usługi online. Jest organizacją non-profit.

## Historia powstania
15 grudnia 2014 roku podczas posiedzenia węgierskiego Zgromadzenia Narodowego przyjęto nowelizację ustawy autorstwa partii Fidesz dotyczący połączenia czterech podmiotów radiofonii i telewizji. Fuzja weszła w życie 1 lipca 2015, a w jej wyniku powstało Duna Médiaszolgáltató. Nowy nadawca tego samego dnia został członkiem Europejskiej Unii Nadawców (EBU).

## Prezesi
- Menyhért Dobos (2015–2022)[2][1][3]
- Altorjai Anita (2022–)[4]

## Nadawane programy telewizyjne i radiowe

### Telewizja
Źródło:.
- Duna
- Duna World(inne języki)/M4 Sport+(inne języki)
- M1
- M2/Petőfi TV(inne języki)
- M4 Sport(inne języki)
- M5(inne języki)

### Radio
Źródło:.
- Kossuth Rádió
- Petőfi Rádió
- Bartók Rádió
- Dankó Rádió(inne języki)
- Nemzetiségi Rádió(inne języki)
- Parlamenti Rádió(inne języki)
- Nemzeti Sportrádió(inne języki)